# Jongno 5-ga (metropolitana di Seul)
Jongno 5-ga (종로5가역 - 鍾路5街驛, Jongno samga-yeok) è una stazione della metropolitana di Seul servita dalla linea 1 della metropolitana di Seul. Si trova nel quartiere di Jongno-gu, nel centro della città sudcoreana.

## Linee
Seoul Metro
● Linea 1

## Struttura
La fermata della linea 1 è costituita da due marciapiedi laterali con i binari al centro, quelle delle linee 3 e 5 invece sono dotate di marciapiedi centrali con binari laterali. Tutte le linee dispongono di porte di banchina.
| Direzione Soyosan | ● Linea 1 | per Cheongnyangni, Seongbuk, Uijeongbu, Dongducheon e Soyosan |
| Direzione Seul    | ● Linea 1 | per Seul, Yongsan, Guro, Incheon e Cheonan                    |

## Stazioni adiacenti
| «          | Servizio | »           |
| Linea 1    | Linea 1  | Linea 1     |
| ---------- | -------- | ----------- |
| Dongdaemun | -        | Jongno 3-ga |